# Gualdo Cattaneo
Pour les articles homonymes, voir Cattaneo.
Gualdo Cattaneo est une commune italienne d'environ 6 500 habitants, située dans la province de Pérouse, dans la région Ombrie, en Italie centrale.

## Administration
| Période                                  | Période | Identité | Étiquette | Qualité |
| ---------------------------------------- | ------- | -------- | --------- | ------- |
|                                          |         |          |           |         |
| Les données manquantes sont à compléter. |         |          |           |         |

### Hameaux
Barattano, Ceralto, Cerquiglino, Cisterna, Collesecco, Grutti, Marcellano, Pomonte, Ponte di Ferro, Pozzo, San Terenziano, Saragano, Torri

### Communes limitrophes
Bettona, Bevagna, Cannara, Collazzone, Giano dell'Umbria, Massa Martana, Montefalco, Todi